# Josef Karel Ambrož
Josef Karel Ambrož znám jako Joseph Karl Ambrosch (26. února 1754 Český Krumlov – 8. září 1822 Berlín) byl operní tenorový zpěvák a skladatel.

## Život
Josef Karel Ambrož se narodil v Českém Krumlově v roce 1754 a již od mládí projevoval velký hudební talent. Hudbu vystudoval u skladatele Jana Antonína Koželuha v Praze a od roku 1784 vystupoval na scénách v Bavorsku, Hamburku, Hannoveru nebo ve Vídni. Jeho kariéra strmě stoupala a roku 1791 se stal prvním tenoristou Královské opery v Berlíně, přičemž na této scéně vystupoval až do roku 1821, kdy byl penzionován. Během své kariéry ztvárnil nespočet postav – Belmonte, Tamino, Pylades, Murney, Ubaldo – a to vždy s velkým úspěchem.
Soudobá kritika si velmi cenila barvy jeho hlasu i jeho expresivity a přednesu. Byl považován za jednoho z nejlepších tenoristů své doby.

### Potomci
- Minna Ambrosch (Minna Becker) – zpěvačka, manželka herce Heinricha Beckera
- Julius Ambrosch – profesor archeologie a rektor Univerzity ve Vratislavi.